# Apogonia hirtella
Apogonia hirtella är en skalbaggsart som beskrevs av Louis Burgeon 1945. Apogonia hirtella ingår i släktet Apogonia och familjen Melolonthidae. Inga underarter finns listade i Catalogue of Life.